# Chiesa della Beata Vergine della Pietà
La chiesa della Beata Vergine della Pietà, annessa al monastero delle monache cappuccine, è un luogo di culto cattolico di Cagliari, situato nella parte alta del quartiere Marina.

## Storia e descrizione
Le Clarisse Cappuccine giunsero a Cagliari nel 1703. Tra il 1705 e il 1711 venne edificato il monastero, in un'area sottostante le mura del Castello in precedenza utilizzata per l'attuazione delle esecuzioni capitali. Nel 1714 il nuovo complesso monastico venne insignito del titolo di "monastero reale" dall'imperatore d'Austria Carlo VI d'Asburgo, titolo successivamente confermato da Carlo Emanuele III di Savoia nel 1733. La chiesa del monastero, intitolata alla Beata Vergine della Pietà, venne consacrata nel 1806. Alla metà del XIX secolo, in seguito all'applicazione delle leggi di soppressione degli ordini religiosi, le monache lasciarono il convento, che divenne proprietà del demanio dello stato. Dopo diversi passaggi di proprietà (dalla Provincia alla Società immobiliare cagliaritana) il complesso conventuale venne ceduto alla Provincia sarda dei Cappuccini, nel 1962, e infine restituito alle monache Clarisse nel 1969.
La chiesa è molto semplice ed essenziale; presenta la facciata a coronamento orizzontale, rimarcato da un cornicione, con un campanile a vela sulla sinistra. Il portale è sormontato da due finestre rettangolari e dallo stemma di casa Savoia. L'interno è a pianta rettangolare, con navata unica voltata a botte. La volta è impostata su una cornice aggettante, retta da paraste. Immediatamente superato l'ingresso, due volte a crociera reggono la soprastante cantoria. Il presbiterio è adornato da un altare in marmi policromi e presenta un finestrone reniforme, aperto nella parete di fondo.
Nella chiesa delle monache cappuccine fanno tappa sia la Processione dei Misteri, nel martedì della Settimana Santa, che il breve pellegrinaggio del simulacro di sant'Efisio, dalla chiesa a lui dedicata sino al duomo, la mattina del Lunedì dell'Angelo.